# Mary Banotti
Mary Elizabeth Banotti, née O'Mahony le 29 mai 1939 à Malahide (comté de Dublin) et morte le 10 mai 2024 à Dublin, est une femme politique irlandaise, membre du Fine Gael.

## Biographie
Mary Banotti est la sœur de Nora Owen et la petite-nièce de Michael Collins.
Elle est élue députée européenne en 1984 et conserve son siège jusqu'à son retrait de l'activité politique lors des élections de 2004.